# Achatia demissa
Achatia demissa är en fjärilsart som beskrevs av Walker 1857. Achatia demissa ingår i släktet Achatia och familjen nattflyn. Inga underarter finns listade i Catalogue of Life.